# Домінік Машин
Домінік Машин (чеськ. Dominik Mašín; 1 лютого 1996, м. Мештець-Кралове, Чехія) — чеський хокеїст, захисник. Виступає за «Пітерборо Пітс» у Хокейній лізі Онтаріо.
Вихованець хокейної школи «Славія» (Прага). Виступав за «Славія-20» (Прага).
У складі молодіжної збірної Чехії учасник чемпіонату світу 2015. У складі юніорської збірної Чехії учасник чемпіонату світу 2014.
Досягнення
- Срібний призер юніорського чемпіонату світу (2014).